# 잔 드 부르봉 공녀
부르봉의 잔(Jeanne de Bourbon, 1338년 2월 3일 ~ 1378년 2월 6일)은 프랑스 국왕 샤를 5세의 왕비이다. 피에르 1세 드 부르봉 공작과 그의 아내 이사벨 사이에서 태어난 둘째 딸로, 필리프 6세는 그녀의 외숙부이다. 필리프 6세의 아들이자 외종사촌인 장 2세가 시아버지로, 남편인 샤를 5세는 그녀에게 외종질에 해당한다.
그녀의 가계는 정신질환을 앓는 이가 많았는데, 잔의 아들 샤를 6세는 물론, 증손자에 해당하는 잉글랜드의 왕 헨리 6세도 이러한 정신질환을 앓았다.

## 자녀
- 잔(1357~1360)
- 장(1359~1364)
- 본(1360, 요절)
- 장(1366, 요절)
- 샤를 6세(1368~1422)
- 마리(1370~1377)
- 루이(1372~1407)
- 이자벨(1373~1378)
- 카트린(1378~1388)